# Stay (película)
Stay  (titulada Tránsito en España y El umbral en Hispanoamérica) es una película de suspense estadounidense de 2005 dirigida por Marc Forster y escrita por David Benioff. Sus protagonistas son Ewan McGregor, Ryan Gosling, Bob Hoskins y Naomi Watts. El filme presenta intensas relaciones entre realidad, muerte, amor y el más allá.

## Sinopsis
Henry (Ryan Gosling) es un joven atípico, que le dice a su psiquiatra, Sam Foster (Ewan McGregor), que va a suicidarse. El psiquiatra, desesperado, intenta que no lo lleve a cabo, viéndose atrapado cada vez más en la vida de Henry, y más tarde en el laberinto de su subconsciente. Al principio, sencillamente, tensa y enturbia la relación de Sam con su novia Lila (Naomi Watts), pintora y antigua paciente, pero, muy pronto, la propia comprensión firmemente arraigada de Sam del mundo racional empieza a desaparecer. Sometido a encuentros cada vez más surrealistas y a una ciudad que se transforma en un paisaje tremendamente cambiante, Sam ya no puede distinguir lo que es realidad de lo que está pasando únicamente en su cabeza, ni dónde empieza él y termina Henry.

## Reparto
- Ewan McGregor como Dr. Sam Foster
- Naomi Watts como Lila Culpepper
- Ryan Gosling como Henry Letham
- Bob Hoskins como Dr. Leon Patterson
- Janeane Garofalo como Dr. Beth Levy
- B.D. Wong como Dr. Ren
- Kate Burton como Maureen Letham
- Elizabeth Reaser como Athena
- Amy Sedaris como Toni
- Mark Margolis como dueño de librería

## Producción
El guion realizado por David Benioff fue vendido por $1.8 millones, con planes para que David Fincher fuese el director. Luego de pasar un año desarrollando el proyecto, la dirección tuvo cambios, pasando de Fincher a Marc Forster. Inicialmente, Forster no estaba interesado luego de leer el manuscrito, pero meses después, estuvo notando un aspecto más abstracto. Luego de hablar con Arnon Milchan, quien había producido Brazil de Terry Gilliam, este le otorgó libertad creativa total a la dirección de Forster.
Debido a la naturaleza arthouse presente en el material, Forster ha admitido que una influencia palpable fueron las películas de Nicolas Roeg. La película fue filmada a finales de 2003, para luego ser editado hasta el verano de 2004, donde tuvo que enfocarse en la promoción de Finding Neverland. Los últimos detalles fueron la mezcla de sonido, siendo finalizado en enero de 2005. Hablando sobre su rol, Ryan Gosling menciona que luego de leer el manuscrito y reunirse con Forster, tuvo la certeza de «[que] trabajar con él me ayudaría a ser mejor».